# HD 112213
HD 112213，又名CD-42 7975，SAO 223760、HR 4906，是一颗恒星，视星等为5.47，位于銀經303.69，銀緯19.95，其B1900.0坐标为赤經12h 49m 44.4s，赤緯-42° 19.95′ 23″。